# Flughafen Kos

i8
i11
i13
Der Flughafen Kos-Hippokrates (griechisch Κρατικός Αερολιμένας Κω, Ιπποκράτης (IATA-Code: KGS, ICAO-Code: LGKO)) ist ein griechischer Flughafen auf der Insel Kos.

## Lage und Verkehrsanbindung
Der internationale Flughafen der Insel Kos liegt in der Nähe der Kleinstadt Andimachia relativ zentral. Er ist ca. 26 Kilometer von der Stadt Kos im Osten der Insel und 18 Kilometer vom Ort Kefalos im Westen der Insel entfernt und ist auf einer Höhe von ca. 130 Metern über dem Meer errichtet.
Linienbusse der KTEL verkehren bis zu elfmal täglich zwischen dem Flughafen und der Stadt Kos über den Hafenort Mastichari. Mehrmals täglich werden auch Kefalos und Kardamena angefahren.

## Geschichte
Der Flughafen Kos-Hippokrates wurde am 4. April 1964 eröffnet. Zu diesem Zeitpunkt war die Start- und Landebahn nur 1200 Meter lang. Der Flughafen half dabei, den Tourismus auf der Insel zu fördern.
Im Jahr 1973 wurde die Landebahn auf 2400 Meter Länge verdoppelt, um auch das Landen von größeren Charterflugzeugen zu ermöglichen. Die gestiegene Passagierzahl machte dann im Jahr 1980 einen Neubau des Terminals notwendig.
1997 wurde die Kapazität des Flughafens Kos durch einen Neubau eines Ankunftsterminals (direkt neben dem Abflugterminal) deutlich erhöht. Vorher wurde das gesamte Passagieraufkommen im heutigen Abflugterminal (ca. gleich groß wie das Ankunftsterminal) abgewickelt, so dass es in Stoßzeiten Schlangen bis weit vor das Gebäude auf dem Parkplatz gab.
Die einzige Start- und Landebahnbezeichnung des Flughafens Kos wurde zwischen 2005 und 2006 von '33' und '15' auf '32' und '14' geändert. Dies hängt mit der Variation zusammen, vgl. Start- und Landebahn.

### Betreiber
Im Dezember 2015 wurde die Privatisierung des Flughafens Kos und 13 weiterer griechischer Regionalflughäfen mit der Unterzeichnung einer Vereinbarung zwischen dem Joint Venture zwischen der Fraport AG und der Copelouzos Group und dem staatlichen Privatisierungsfonds abgeschlossen. Die Konzession hat eine Laufzeit von 40 Jahren ab dem Zeitpunkt der Betriebsübernahme am 11. April 2017 und umfasst die Festlandflughäfen Thessaloniki, Aktion und Kavala sowie die Flughäfen auf den Inseln Kreta (Chania), Kefalonia, Korfu, Kos, Mykonos, Mytilini, Rhodos, Samos, Santorin, Skiathos und Zakynthos.
Im Frühjahr 2021 wurde das neue Terminal fertiggestellt. Es gibt nun 28 Check-in-Schalter, ein modernes Gepäck-Transport-System und neun Sicherheitsschleusen. Außerdem wurde ein neues Gebäude für die Flughafenfeuerwehr gebaut und die Start- und Landebahn vollkommen renoviert.

## Charterflüge
Auf dem Flughafen Kos landen zumeist Charterflüge aus vielen Ländern Europas, z. B. aus Deutschland, der Schweiz, Österreich, Frankreich, Spanien, Irland, Dänemark, Finnland, Tschechien, Polen, den Niederlanden, Belgien, Italien, Großbritannien und Kroatien.

## Linienflüge und Fluggesellschaften
Die Linienflüge werden zumeist nur von griechischen Fluggesellschaften betrieben, dazu zählen
Olympic Air, Aegean Airlines, Sky Express (Airline of Crete) sowie noch einige kleinere Fluggesellschaften. Diese fliegen Kos von einigen griechischen Flughäfen an, darunter Athen (mehrmals täglich), Rhodos und Kalymnos.
Im deutschsprachigen Raum werden Köln/Bonn, Hannover, Münster/Osnabrück, Nürnberg und Basel/Mülhausen/Freiburg durch Corendon Europe angeflogen, während TUIFly Flüge nach Hamburg, Köln/Bonn, München, Paderborn/Lippstadt, Stuttgart, Berlin-Brandenburg, Frankfurt, Hannover, Leipzig/Halle, Münster/Osnabrück, Düsseldorf, Karlsruhe/Baden-Baden, Nürnberg, Saarbrücken und Basel/Mühlhausen/Freiburg anbietet. Ryanair und Laudamotion fliegen nach Berlin-Brandenburg, Düsseldorf und Wien, Condor fliegt nach Frankfurt, Stuttgart, München, Berlin-Brandenburg, Hamburg, Hannover, Leipzig/Halle und Düsseldorf, Sundair fliegt nach Berlin Tegel, Bremen, Dresden, Düsseldorf, Leipzig/Halle und Paderborn/Lippstadt, Eurowings fliegt nach Düsseldorf und München, EasyJet fliegt nach Berlin-Brandenburg, Edelweiß fliegt nach Zürich und Chair Airlines fliegt auch nach Zürich.

## Einrichtungen

### Start- und Landebahn 14/32
Der Inselflughafen Kos verfügt über eine 2390 Meter lange Start- und Landebahn. Die Landebahn ist von beiden Anflugrichtungen (14/32) mit keinem Instrumentenlandesystem ILS ausgerüstet und wird daher nach Sichtflugregeln oder über ein Drehfunkfeuer (VOR/DME) angeflogen. Außerdem verfügt der Flughafen von Kos, im Gegensatz zu fast allen anderen griechischen Flughäfen, über keinen parallelen Rollweg zur Landebahn. Die Flugzeuge rollen für den Start bis zum Ende der Start- und Landebahn, drehen dann um 180° auf einem dafür vorgesehenen Wendehammer und starten von dort aus. Meist wird die Start- und Landebahn 32 genutzt, da der Wind zumeist aus West bis Nord weht.

### Flughafenfeuerwehr
Der Flughafen Kos hat eine Flughafenfeuerwehr, die über drei bis vier Feuerwehrfahrzeuge verfügt. Die Feuerwehr befindet sich direkt neben dem Tower.

### Vorfelder und Parkpositionen
Es gibt zwei Aprons (Vorfelder). Das deutlich größere Vorfeld verfügt über sieben Parkpositionen, auf denen auch große Flugzeugmuster wie die Boeing 747-400 (eine Boeing 747-400 landete im Sommer 2003 auf Kos) Platz haben.
Auf dem kleineren Vorfeld stehen zumeist kleinere Flugzeuge, die länger abgestellt werden oder in Privatbesitz sind.

## Kuriosa

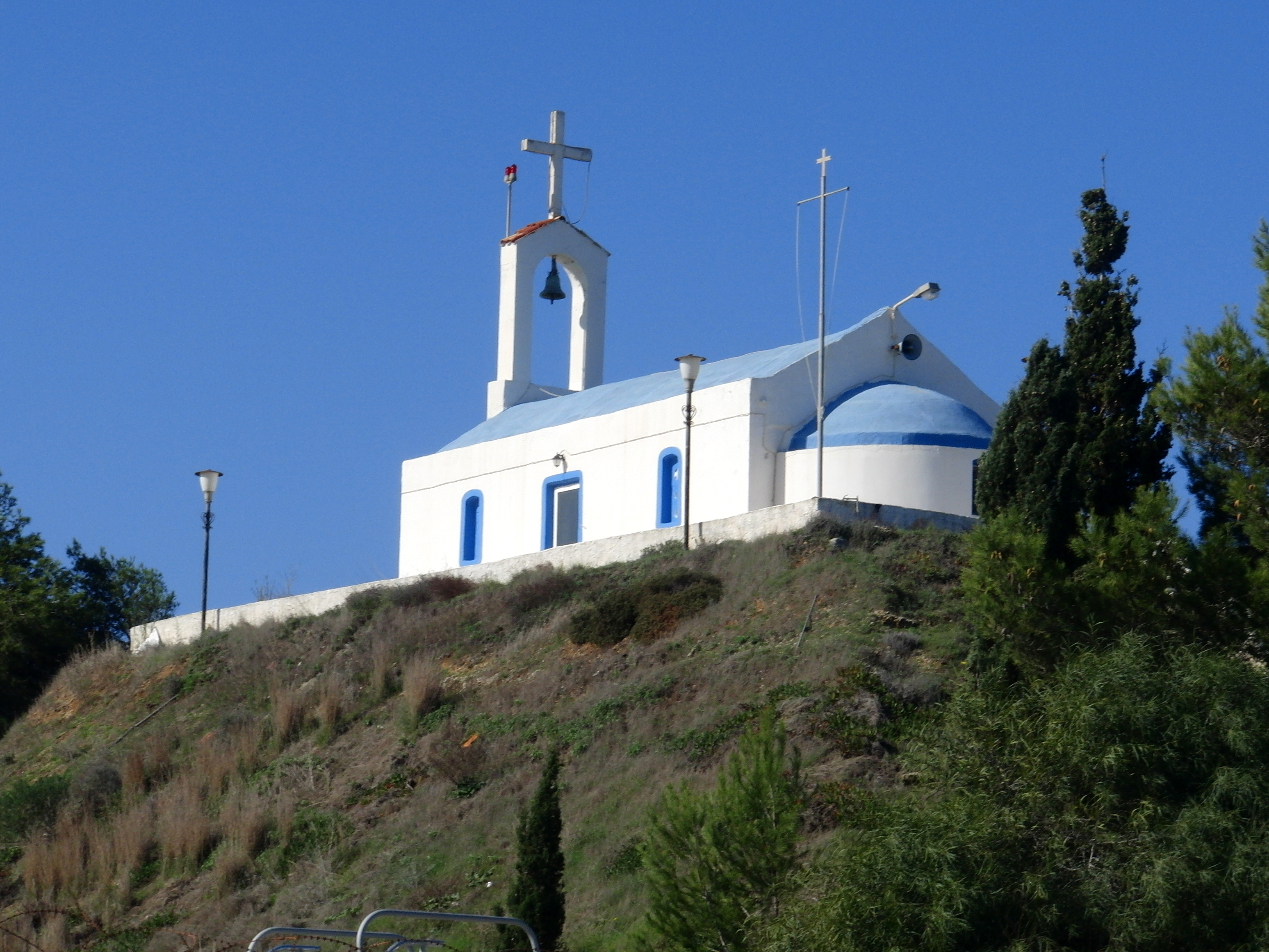
Kapelle am Rollfeld

Direkt neben dem Ankunftsgebäude auf einem kleinen Hügel steht eine griechische Kapelle; bis ca. ins Jahr 2001 wurde diese von Touristen gut besucht, da von hier aus beste Sicht auf den Flughafen möglich war. Durch die veränderte Sicherheitslage wurde dann der Zugang auf den Kirchberg und zur Kapelle selbst für die Allgemeinheit gesperrt.